# José Pelletier

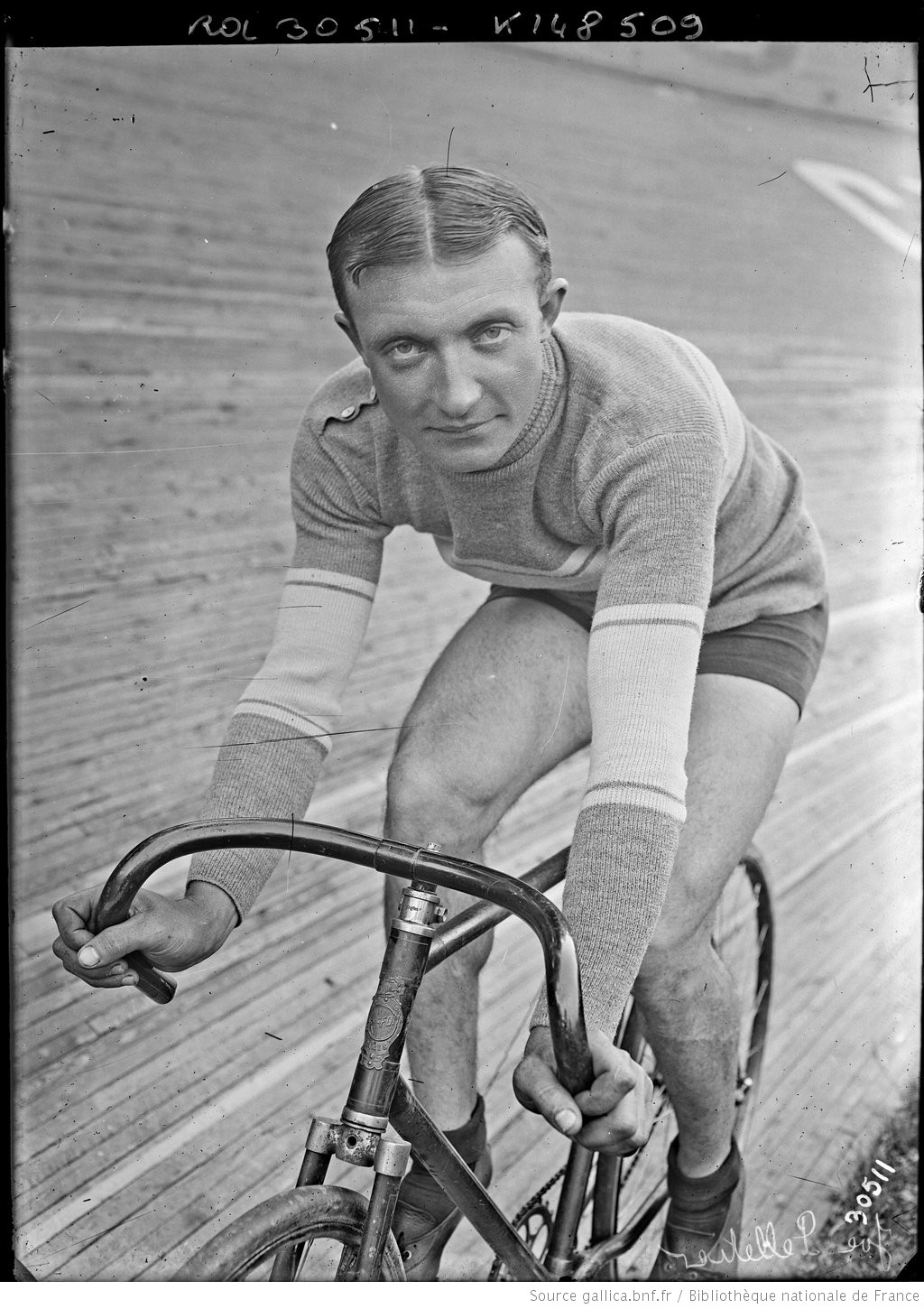
José Pelletier

José Pelletier (* 30. August 1888 in Artaix; † 14. Februar 1970 ebenda) war ein französischer Radrennfahrer.

## Sportliche Laufbahn
Als Amateur startete er für den Vélo Club de Levallois und später für den Verein CAS Garches. 1910 wurde er Vize-Meister im Straßenrennen. 1911 siegte er im Eintagesrennen Montargis–Sens–Montargis.
1919 startete er als Unabhängiger. Er gewann die Etappenrennen Volta a Tarragona und Circuit du Finistère. In beiden Rennen gewann er jeweils zwei Etappen. Dazu kam der Erfolg im Rennen Dijon–Lyon.
Von 1920 bis 1930 war Pelletier als Berufsfahrer aktiv. 1920 siegte er im Rennen Brest–Rennes–Brest mit zwei Etappensiegen und war in der Katalonien-Rundfahrt vor José Nat erfolgreich. Vier Tagesabschnitte konnte er dabei für sich entscheiden. Auch das Etappenrennen San Sebastian–Madrid gewann er mit einem Etappensieg. In den folgenden Jahren gewann er das Etappenrennen Marseille–Lyon 1921 und 1922, Paris–Bourganeuf, Paris–Nancy und Paris–Chauny 1923 und die Tour du Sud-Est 1926 mit einem Etappensieg.
Zweite Plätze holte er in den Rennen Circuit du Finistère, Circuit de Champagne und Circuit des villes d'eaux d'Auvergne 1920, Genf–Zürich 1921, Paris–Nancy, in der Katalonien-Rundfahrt hinter Maurice Ville und in der Tour du Vaucluse hinter Romain Bellenger 1923.
Viermal war er am Start der Tour de France. 1920 wurde Pelletier 12., 1922 15. und 1927 20. der Gesamtwertung. 1921 war er ausgeschieden.